# Смоленська земля

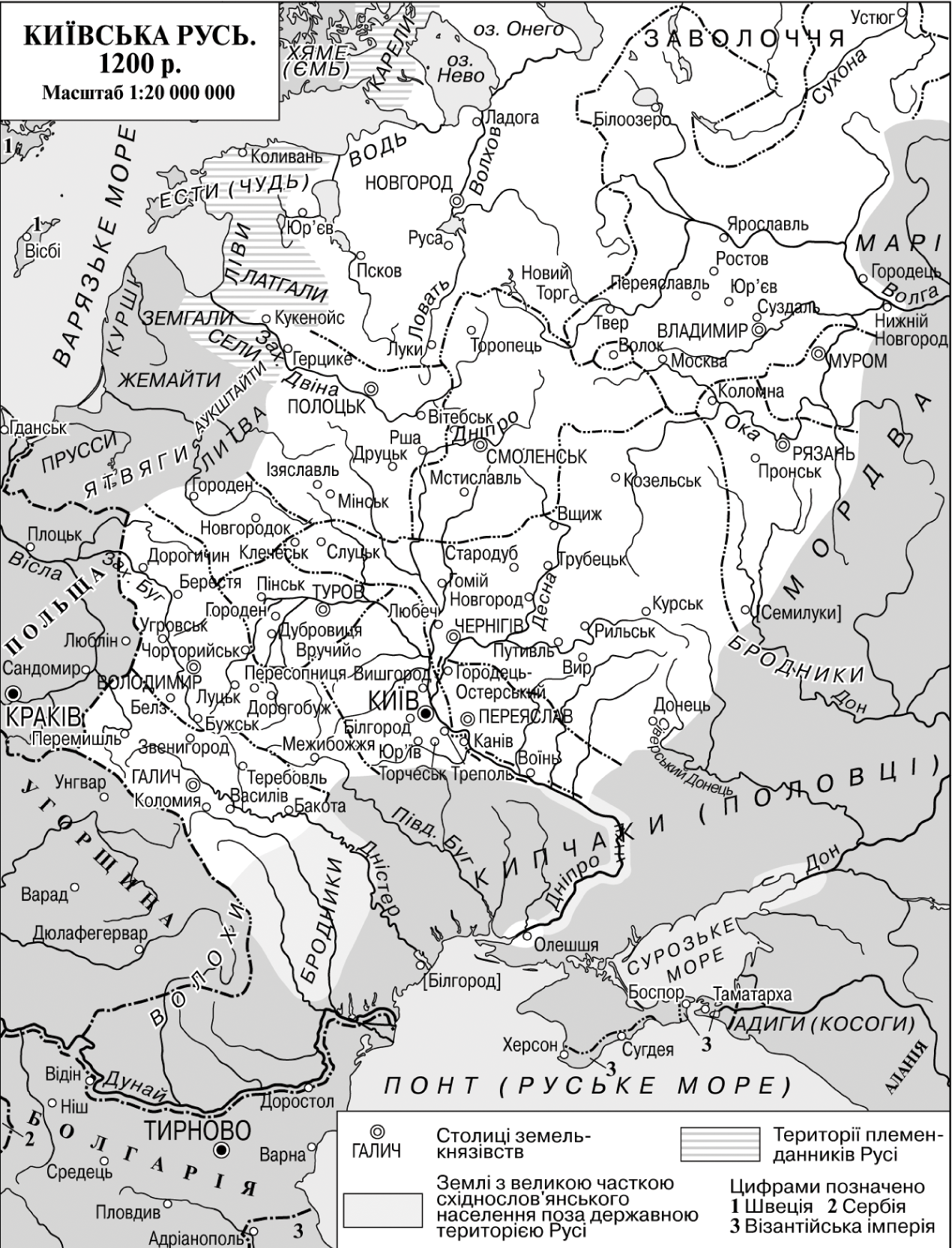
Смоленська земля з центром у Смоленську на карті Київської Русі (бл. 1200)

Смоле́нська земля́ — історично-культурна й територіальна одиниця Русі з центром у Смоленську. Розташовувалася у верхів'ях Дніпра, у краях літописного слов'янського племені кривичів. Займає територію нинішньої Смоленської області Росії, частини Калузької, Тверської і Московської областей, а також деякі райони Могилівської області Білорусі.
Первісно була іншою назвою Смоленського князівства XI—XIII ст., що постало внаслідок феодальної роздробленості Київської Русі. У XII—XIII ст. керувалася князями з роду Мономаховичів з династії Рюриковичів. Була центром православного єпископства. 1274 року потрапила під залежність Золотої Орди, але зберегла власне самоврядування. 1404 року литовський князь Вітовт з династії Гедиміновичів скасував князівство і приєднав Смоленську землю до Великого князівства Литовського. 1508 року на базі цієї землі литовці утворили Смоленське воєводство, проте внаслідок литовсько-московської війни, 1514 року його захопила Москва. 1611 року в литовсько-польські сили повернули собі Смоленськ, який за Деулінським перемир'ям перейшов до Великого князівства Литовського (Речі Посполитої). 1613 року литовці відновили Смоленське воєводство й розширили його в ході Смоленської війни. Водночас було створено Смоленське унійне єпископство. 1654 року на тлі Хмельниччини розгорілася нова литовсько-московська війна, під час якої Москва повернула собі контроль над Смоленськом і Смоленською землею. Московські права на Смоленщину були визнані Андрусівським перемир'ям (1667) і Вічним миром (1686). 1708 року на теренах Смоленської землі постала російська Смоленська губернія, яка проіснувала з різними змінами до 1926 року. 1937 року була утворена Смоленська область РСФСР (нині — Росія). Також — Смоле́нщина.

## Історія
- XI ст. — 1404: Смоленське князівство
- 1508—1514, 1611—1654: Смоленське воєводство
- 1708—1926: Смоленська губернія
- від 1937: Смоленська область

## Основні міста
За «Списком руських міст далеких і близьких»:
- Смоленськ (Росія, Смоленська область) — центр
- Вязьма (Росія, Смоленська область)
- Дорогобуж (Росія, Смоленська область)
- Єльня (Росія, Смоленська область)
- Козельськ (Росія, Калузька область)
- Можайськ (Московська область)
- Мстиславль (Білорусь, Могилівська область)
- Оболенське (Росія, Калузька область)
- Торопець (Росія, Тверська область)